# Agrilus heterothecae
Agrilus heterothecae är en skalbaggsart som beskrevs av Knull 1972. Agrilus heterothecae ingår i släktet Agrilus och familjen praktbaggar. Inga underarter finns listade i Catalogue of Life.